# جالینوس (دهانه)
جالینوس یک دهانه برخوردی در ماه‌ است.